# 팀 섀퍼
팀 섀퍼(Tim Schafer, 1967년 7월 26일~)는 미국의 비디오 게임 디자이너이다. 본명은 티모시 존 섀퍼(Timothy John Schafer)이다.
1989년 루카스아츠에 입사해 론 길버트 기획의 어드벤처 게임 《원숭이 섬의 비밀》에 기여한 것을 시작으로 루카스아츠의 인기 어드벤처 게임들을 디자인했다. 당시 그의 대표작으로 《텐타클의 날》, 《풀 스롯》, 《그림 판당고》가 있다. 2000년 독립해 개발사 더블 파인를 창립하고 《사이코너츠》, 《브루탈 레전드》, 《브로큰 에이지》같은 작품을 기획했다.
그의 개성있고 유머있는 글쓰기는 비디오 게임 산업에서 인기를 누려 게임 디벨로퍼스 초이스 어워드와 BAFTA에서 수상한 바 있다.

## 경력
| 제목                               | 연도 | 역할                                               | 배급                                             |
| ---------------------------------- | ---- | -------------------------------------------------- | ------------------------------------------------ |
| 원숭이 섬의 비밀                   | 1990 | 공동 작가, 프로그래머, 보조 디자이너               | 루카스아츠                                       |
| 원숭이 섬 2: 르척의 복수           | 1991 | 공동 작가, 프로그래머, 보조 디자이너               | 루카스아츠                                       |
| 텐타클의 날                        | 1993 | 공동 디자이너, 공동 프로듀서, 공동 기획, 공동 작가 | 루카스아츠                                       |
| 플 스롯                            | 1995 | 프로젝트 지도, 작가, 디자이너                      | 루카스아츠                                       |
| 원숭이 섬의 저주                   | 1997 | 추가 디자인                                        | 루카스아츠                                       |
| 그림 판당고                        | 1998 | 프로젝트 지도, 작가, 디자이너, 프로그래머          | 루카스아츠                                       |
| 사이코너츠                         | 2005 | 크리에이티브 디렉터, 공동 작가, 디자이너           | 더블 파인, 마제스코                              |
| 브루탈 레전드                      | 2009 | 크리에이티브 디렉터, 공동 작가, 공동 디자이너      | 더블 파인, 일렉트로닉 아츠                       |
| 코스튬 퀘스트                      | 2010 | 스튜디오 크리에이티브 디렉터, 공동 작가            | 더블 파인, THQ                                   |
| 스태킹                             | 2011 | 스튜디오 크리에이티브 디렉터                       | 더블 파인, THQ                                   |
| 아이언 브리게이드                  | 2011 | 스튜디오 크리에이티브 디렉터                       | 더블 파인, 마이크로소프트 스튜디오               |
| Sesame Street: Once Upon a Monster | 2011 | 스튜디오 크리에이티브 디렉터, 작가                 | 더블 파인, 워너 브라더스 인터랙티브 엔터테인먼트 |
| 헌트                               | 2012 | 성우                                               | 나나온샤, 조 모드, 마이크로소프트 스튜디오       |
| Double Fine Happy Action Theater   | 2012 | 기획                                               | 더블 파인, 마이크로소프트 스튜디오               |
| Middle Manager of Justice          | 2012 | 스튜디오 크리에이티브 디렉터                       | 더블 파인, 드라코겐                              |
| 키넥트 파티                        | 2012 | 스튜디오 크리에이티브 디렉터                       | 더블 파인, 마이크로소프트 스튜디오               |
| 더 케이브                          | 2013 | 스튜디오 크리에이티브 디렉터                       | 더블 파인, 세가                                  |
| 드롭코드                           | 2013 | 스튜디오 크리에이티브 디렉터                       | 더블 파인, 드라코겐                              |
| 브로큰 에이지                      | 2014 | 디렉터, 작가                                       | 더블 파인                                        |
| 스페이스베이스 DF-9                | 2014 | 스튜디오 크리에이티브 디렉터                       | 더블 파인, 인디 펀드                             |
| 그림 판당고 리마스터드             | 2015 | 크리에이티브 디렉터                                | 더블 파인                                        |
| Massive Chalice                    | 2015 | 스튜디오 크리에이티브 디렉터                       | 더블 파인                                        |
| 텐타클의 날 리마스터드             | 2016 | 크리에이티브 디렉터                                | 더블 파인                                        |
| 헤드랜더                           | 2016 | 스튜디오 크리에이티브 디렉터                       | 더블 파인, 어덜트 스윔즈 게임스                  |
| 사이코너츠 인 더 롬버스 오브 루인  | 2017 | 스튜디오 크리에이티브 디렉터, 작가                 | 더블 파인                                        |
| 풀 스롯 리마스터드                 | 2017 | 크리에이티브 디렉터                                | 더블 파인                                        |
| 사이코너츠 2                       | 2021 | 크리에이티브 디렉터, 작가                          | 더블 파인, 엑스박스 게임 스튜디오                |